# Utrillas
Utrillas (aragónul Utriellas) község Spanyolországban, Teruel tartományban. Utrillas Rillo, Pancrudo, Martín del Río, Montalbán és Escucha községekkel határos. Lakosainak száma 3102 fő (2024).

## Népesség
A település népessége az utóbbi években az alábbiak szerint változott:
| Lakosok száma | 3275 | 3209 | 3346 | 3388 | 3238 | 3194 | 3014 | 2978 | 3011 | 3102 |
|               | 2001 | 2004 | 2007 | 2009 | 2012 | 2014 | 2017 | 2019 | 2022 | 2024 |